# Bahnhof Sebring
Der Bahnhof Sebring ist ein Bahnhof im Fernverkehr und wird von Amtrak betrieben. Er befindet sich in Sebring im Highlands County in Florida an der durch CSX Transportation betriebenen Florida Western and Northern Railroad von Auburndale nach West Palm Beach.

## Geschichte
Im Jahr 1924 wurde der Bahnhof von der Seaboard Air Line Railroad eröffnet. Am 16. März 1990 wurde das Bahnhofsgebäude im National Register of Historic Places eingetragen.

## Anbindung
Der Bahnhof befindet sich am Ostrand des Stadtzentrums an der South Eucalyptus Street.

### Schiene
| Linie         | Laufweg                                                                          |
| ------------- | -------------------------------------------------------------------------------- |
| Silver Star   | Miami Airport – … – Okeechobee – Sebring – Winter Haven – … – New York City      |
| Silver Meteor | Miami Airport – … – West Palm Beach – Sebring – Winter Haven – … – New York City |